# فرانتیشک کریشتوف وسلی
فرانتیشک کریشتوف وسلی (انگلیسی: Frantisek Kristof-Veselý؛ ۱۲ فوریه ۱۹۰۳ – ۱۳ مارس ۱۹۷۷) بازیگر تئاتر و سینما و خواننده ی اهل کشور اسلواکی بود.